# Liste du patrimoine immobilier classé de Remicourt
Cette page regroupe l'ensemble du patrimoine immobilier classé de la ville belge de Remicourt.
| Objet | Année de construction / Architecte | Adresse                                    | Section communale | Coordonnées                      | Numéro d’inventaire | Illustration |
| --- | ---------------------------------- | ------------------------------------------ | ----------------- | -------------------------------- | ------------------- | --- |
| L'église Saint-André (à l'exception du collatéral nord et de la sacristie).                                                                      |                                    |                                            | Hodeige           | 50° 41′ 54″ nord, 5° 20′ 24″ est | 64063-CLT-0001-01   | L'église Saint-André (à l'exception du collatéral nord et de la sacristie).                                                                      |
| Tumulus, dit La Tombe (M) et alentours (S) |                                    |                                            | Hodeige           | 50° 42′ 01″ nord, 5° 21′ 52″ est | 64063-CLT-0002-01   | Tumulus, dit La Tombe (M) et alentours (S) |
| L'église Saint-Hadelin (tour) |                                    |                                            | Lamine            | 50° 41′ 25″ nord, 5° 20′ 16″ est | 64063-CLT-0003-01   | L'église Saint-Hadelin (tour) |
| Tumulus situé à Lamine (M) et ensemble formé par ce tumulus et la parcelle sur laquelle il se trouve (S) (Motte castrale de Lamine)              |                                    |                                            | Lamine            | 50° 41′ 22″ nord, 5° 20′ 10″ est | 64063-CLT-0004-01   | Tumulus situé à Lamine (M) et ensemble formé par ce tumulus et la parcelle sur laquelle il se trouve (S) (Motte castrale de Lamine)              |
| L'église Notre-Dame de l'Assomption |                                    |                                            | Momalle           | 50° 41′ 08″ nord, 5° 22′ 23″ est | 64063-CLT-0005-01   | L'église Notre-Dame de l'Assomption |
| Chapelle Notre-Dame de l'Arbre et les trois tilleuls plantés devant l'entrée de l'édicule à Momalle                                              |                                    |                                            | Momalle           | 50° 40′ 57″ nord, 5° 23′ 10″ est | 64063-CLT-0006-01   | Image manquanteTéléverser |
| Ensemble formé par la chapelle Notre-Dame de l'Arbre et ses abords                                                                               |                                    |                                            | Momalle           | 50° 40′ 57″ nord, 5° 23′ 09″ est | 64063-CLT-0007-01   | Image manquanteTéléverser |
| Tumulus de Noville à Momalle (M) et ensemble formé par ce tumulus et la parcelle sur laquelle il se trouve (S) (+ FEXHE-LE-HAUT-CLOCHER/Noville) |                                    |                                            | Momalle           | 50° 40′ 01″ nord, 5° 22′ 51″ est | 64063-CLT-0008-01   | Tumulus de Noville à Momalle (M) et ensemble formé par ce tumulus et la parcelle sur laquelle il se trouve (S) (+ FEXHE-LE-HAUT-CLOCHER/Noville) |
| Moulin à vent (Moulin de Momalle) |                                    | Rue Haut Vinâve, n°72 (M) et alentours (S) | Momalle           | 50° 40′ 59″ nord, 5° 23′ 18″ est | 64063-CLT-0009-01   | Moulin à vent (Moulin de Momalle) |
| Le site archéologique du tumulus dit La Tombe (+ OREYE/Lens-sur-Geer)                                                                            |                                    |                                            | Hodeige           | 50° 42′ 01″ nord, 5° 21′ 52″ est | 64063-PEX-0001-01   | Le site archéologique du tumulus dit La Tombe (+ OREYE/Lens-sur-Geer)                                                                            |
| Le site archéologique du tumulus dit la Tombe de Noville à Momalle (+ FEXHE-LE-HAUT-CLOCHER/Noville)                                             |                                    |                                            | Momalle           | 50° 40′ 01″ nord, 5° 22′ 51″ est | 64063-PEX-0002-01   | Le site archéologique du tumulus dit la Tombe de Noville à Momalle (+ FEXHE-LE-HAUT-CLOCHER/Noville)                                             |